# Spariolenus taprobanicus
Spariolenus taprobanicus is een spinnensoort in de taxonomische indeling van de jachtkrabspinnen (Sparassidae).
Het dier behoort tot het geslacht Spariolenus. De wetenschappelijke naam van de soort werd voor het eerst geldig gepubliceerd in 1837 door Charles Athanase Walckenaer.